# Championnats d'Afrique de tennis de table
Les Championnats d'Afrique de tennis de table sont une compétition de tennis de table organisée par la Fédération africaine de tennis de table.

## Palmarès
| Année | Lieu        | Équipe    | Équipe              | Simple                    | Simple               | Double                                     | Double                                     | Double                                   |
| Année | Lieu        | Messieurs | Dames               | Messieurs                 | Dames                | Messieurs                                  | Dames                                      | Mixte                                    |
| ----- | ----------- | --------- | ------------------- | ------------------------- | -------------------- | ------------------------------------------ | ------------------------------------------ | ---------------------------------------- |
| 2025  | Kigali      |           |                     |                           |                      |                                            |                                            |                                          |
| 2024  | Addis-Abeba | Nigeria   | Égypte              | Omar Assar                | Hana Goda            | Muizz Adegoke Abdulbasif Abdulfatai        | Hana Goda Hend Fathy                       | Youssef Abdel-Aziz Mariam Alhodaby       |
| 2023  | Tunis       | Égypte    | Égypte              | Quadri Aruna              | Hana Goda            | Fabio Rakotoarimanana Antoine Razafinarivo | Olufunke Oshonaike Fatima Bello            | Omar Assar Dina Meshref                  |
| 2022  | Alger       | Égypte    | Égypte              | Quadri Aruna              | Dina Meshref         | Mohamed Shouman Mohamed El-Beiali          | Alaa Yehia Hana Goda                       | Mohamed El-Beiali Hana Goda              |
| 2021  | Yaoundé     | Égypte    | Égypte              | Omar Assar                | Mariam Alhodaby      | Quadri Aruna Bode Abiodun                  | Yousra Abdel Razek Farah Abdelaziz         | Omar Assar Dina Meshref                  |
| 2018  | Port-Louis  | Nigeria   | Égypte              | Quadri Aruna              | Dina Meshref         | Assar Khalid Youssef Abdel-Aziz            | Yousra Abdel Razek Dina Meshref            | Ahmed Saleh (en) Dina Meshref            |
| 2016  | Agadir      | Égypte    | Égypte              | Omar Assar                | Olufunke Oshonaike   | Quadri Aruna Segun Toriola                 | Yousra Abdel Razek Dina Meshref            | Omar Assar Dina Meshref                  |
| 2015  | Le Caire    | Égypte    | Égypte              | Omar Assar                | Dina Meshref         | Quadri Aruna Makanjuola Kazeem             | Han Xing Onyinyechi Nwachukwu              | Omar Assar Dina Meshref                  |
| 2012  | Le Caire    | Égypte    | Égypte              | El-Sayed Lashin (en)      | Han Xing             | El-Sayed Lashin (en) Ahmed Saleh (en)      | Nadeen El-Dawlatly Dina Meshref            | Omar Assar Dina Meshref                  |
| 2010  | Yaoundé     | Égypte    | Nigeria             | Ahmed Saleh (en)          | Sarah Hanffou        | Omar Assar Emad Moselhy                    | Nadeen El-Dawlatly Sara El-Sokary          | Suraju Saka Han Xing                     |
| 2008  | Kinshasa    | Nigeria   | République du Congo | Suraju Saka               | Yang Fen             | Theo Cogill Shane Overmeyer                | Han Xing Yang Fen                          | Saheed Idowu Han Xing                    |
| 2007  | Brazzaville | Égypte    | Nigeria             | Ahmed Saleh (en)          | Yang Fen             | El-Sayed Lashin (en) Ahmed Saleh (en)      | Cecilia Offiong (en) Offiong Edem (en)     | Suraju Saka Yang Fen                     |
| 2004  | Port-Louis  | Égypte    | Égypte              | Emad Moselhy              | Bacent Othman (en)   | El-Sayed Lashin (en) Amr Reda              | Ayatollah Ashraf Bacent Othman (en)        | Emad Moselhy Roaa Magdy                  |
| 2002  | Bizerte     | Égypte    | Égypte              | Segun Toriola             | Olufunke Oshonaike   | El-Sayed Lashin (en) Ahmed Saleh (en)      | Shaimaa Abdul-Aziz (en) Bacent Othman (en) | Segun Toriola Olufunke Oshonaike         |
| 2000  | Addis-Abeba | Égypte    | Égypte              | Ahmed Saleh (en)          | Shahira El-Alfy      | Emad Moselhy Ahmed Saleh (en)              | Ahmed Nebiyat Alem Tadesse                 | Ahmed Saleh (en) Shaimaa Abdul-Aziz (en) |
| 1998  | Port-Louis  | Égypte    | Égypte              | Segun Toriola             | Bose Kaffo           | Ashraf Helmy (de) Ahmed Saleh (en)         | Bose Kaffo Atisi Owoh (en)                 | Ahmed Saleh (en) Gihan El-Sayed          |
| 1996  | Nairobi     | Égypte    | Égypte              | Kazeem Nosiru (en)        | Bimbo Owopetu        | Sherif Diaa Ashraf Sobhy                   | Shaimaa Abdul-Aziz (en) Bacent Othman (en) | Ufo Obiomo Atisi Owoh (en)               |
| 1994  | Le Caire    | Nigeria   | Nigeria             | Sule Olaleye (pl)         | Bose Kaffo           | Fatai Adeyemo (de) Segun Toriola           | Gihan El-Sayed Nihal Meshref               | Sule Olaleye (pl) Bose Kaffo             |
| 1992  | Lagos       | Nigeria   | Nigeria             | Ashraf Helmy (de)         | Olufunke Oshonaike   | Kazeem Nosiru (en) Segun Toriola           | Iyabo Akanmu Kehinde Okenla                | Segun Toriola Abiola Odumosu             |
| 1990  | Casablanca  | Nigeria   | Égypte              | Adel Massaad              | Bose Kaffo           | Atanda Musa (en) Ahmed Wahab               | Abiola Odumosu Olufunke Oshonaike          | Ashraf Helmy (de) Nihal Meshref          |
| 1988  | Lagos       | Nigeria   | Nigeria             | Atanda Musa (en)          | Kubrat Owolabi (en)  | Gbenga Akinola Sule Olaleye (pl)           | Bose Kaffo Kubrat Owolabi (en)             | Titus Omotara (de) Bose Kaffo            |
| 1985  | Alexandrie  | Nigeria   | Nigeria             | Atanda Musa (en)          | Olawunmi Majekodunmi | Abiono Thomas Ogunrinde                    | Olawunmi Majekodunmi Kubrat Owolabi (en)   | Atanda Musa (en) Olawunmi Majekodunmi    |
| 1980  | Dakar       | Nigeria   | Nigeria             | Sunday Eboh (de)          | Esther Lamptey       | Sunday Eboh (de) Francis Sule (de)         | Mojisola Kuye Olawunmi Majekodunmi         | Sunday Eboh (de) Mojisola Kuye           |
| 1976  | Cotonou     | Nigeria   | Nigeria             | Kasali Lasis              | Olawunmi Majekodunmi | Galal Ezz Hosni Sonbol                     | Ethel Jacks (en) Olawunmi Majekodunmi      | Kasali Lasisi Olawunmi Majekodunmi       |
| 1974  | Alexandrie  | Nigeria   | Nigeria             | Farouk El-Kabbany         | Ethel Jacks (en)     | Galal Ezz Hosni Sonbol                     | Nahed Kamal Randa Tawfic                   | Ahmed Dawlatly Ingi Fahmy                |
| 1968  | Lagos       | Nigeria   | Égypte              | Emmanuel Aryee Quaye (de) | Ethel Jacks (en)     | Waidi Dawodou Muyiwa Oni                   | Ernestina Akuetteh (de) Ethel Jacks (en)   | Hosni Sonbol Ines El-Darwish (de)        |
| 1964  | Accra       | Égypte    | Égypte              | Galal Ezz                 | Ethel Jacks (en)     | Fawzi El-Abrashy (de) Monir El-Kirdani     | Ernestina Akuetteh (de) Ethel Jacks (en)   | Galal Ezz Ines El-Darwish (de)           |
| 1962  | Alexandrie  | Égypte    | Égypte              | Emmanuel Aryee Quaye (de) | Ines El-Darwish (de) | Fawzi El-Abrashy (de) Adel Fahmy           | Perihan El-Bakri Ines El-Darwish (de)      | Mamdouh Salama Naila Naser               |